# Новая Александровка (Большеигнатовский район)
Новая Александровка — деревня в Протасовском сельском поселении Большеигнатовского района Мордовии.
Численность населения — 80 чел. (2010 год), в основном русские.

## История
Название-антропоним: владельцами этого населенного пункта были сыновья А. С. Пушкина Александр и Григорий. В Санкт-Петербургской палате гражданского суда сохранилась запись от 23 июня 1854 г. о приобретении братьями в собственность имения в д. Новая Александровка («Моревка тож») Ардатовского уезда. В 1864 г. они совершили выкупную операцию с крестьянами. В 1865 г. выкупное учреждение при Санкт-Петербургской сохранной казне признало сделку и разрешило крестьянам брать ссуду для выкупа 137 десятин 1 400 саженей земли.
В «Списке населённых мест Симбирской губернии» (1863) в Новой Александровке числились 27 дворов. С 1930 г. она входила в Большеигнатовский район и насчитывала 472 чел. В 1963—1965 гг. находилась в составе Ардатовского района.

## Население
| 2002 | 2010 |
| ---- | ---- |
| 110  | ↘80  |

## Современное состояние
В современной деревне (входит в Протасовскую сельскую администрацию, см. Протасово) — основная школа, клуб, отделение связи, медпункт. Новая Александровка — родина инженера-строителя и писателя А. Ф. Косенкова, учёного-зоолога и орнитолога П. Г. Ефремова.